# Lesinhan (Alts Pirineus)
Lesinhan (en francès Lézignan) és un municipi francès situat al departament dels Alts Pirineus i a la regió d'Occitània.

## Demografia
| 1962                                       | 1968 | 1975 | 1982 | 1990 | 1999 | 2007 |
| ------------------------------------------ | ---- | ---- | ---- | ---- | ---- | ---- |
| 241                                        | 244  | 329  | 383  | 431  | 390  | 385  |
| Des de 1962: població sense dobles comptes |      |      |      |      |      |      |

## Administració
| Període   | Identitat          | Partit |
| --------- | ------------------ | ------ |
| 1919-1929 | Dominique Salles   |        |
| 1929-1947 | Dominique Miqueu   |        |
| 1947-1953 | Jules Laudas       |        |
| 1953-1971 | Pierre Sarie       |        |
| 1971-1989 | Prosper Duffourc   |        |
| 1989-1995 | Jean-Claude Cousin |        |
| 1995-2001 | Bernard Vignes     |        |
| 2001-     | Jean-Claude Cousin |        |